# Robyn McCutcheon
Robyn Alice McCutcheon je americká diplomatka, inženýrka a historička.
Magisterský titul získala v oboru astronomie na Yaleově univerzitě a magisterský titul v oboru ruských studií na Georgetownské univerzitě. Dříve působila jako astronomka a historička, je známa svou prací o dějinách sovětské astronomie. Na svém kontě má také několik publikací o dějinách sovětské a ruské vědy v období Stalina. Členkou Americké astronomické společnosti (AAS) se stala v roce 1983 a byla členkou Historické astronomické divize (HAD) AAS a předsedkyní Výboru pro mezinárodní vztahy AAS. Dříve pracovala ve Space Telescope Science Institute a Computer Sciences Corporation. Pracovala také jako inženýrka na misích NASA, především na Hubbleově vesmírném dalekohledu.
V roce 2004 nastoupila na Ministerstvo zahraničních věcí USA a stala se úřednicí zahraniční služby v několika zemích, mimo jiné v Rusku, Rumunsku a Kazachstánu. V letech 2013–14 působila v Centru pro snižování jaderných rizik. McCutcheonová je transrodová žena a je první osobou, která prošla tranzicí vrámci zahraničí diplomatické mise. V roce 2011 prošla tranzicí v Rumunsku. Působila také jako prezidentka organizace GLIFAA (Gayové a lesby v zahraničních agenturách).

## Publikace
- McCutcheon, Robert A. "The 1936-1937 purge of Soviet astronomers." Slavic Review 50, no. 1 (1991): 100-117.
- Bronshten, Vitalii A., and Robert A. McCutcheon. "VT Ter-Oganezov, ideologist of Soviet astronomy." Journal for the History of Astronomy 26, no. 4 (1995): 325-348.
- Doel, Ronald. E., and Robert A. McCutcheon, eds. "Astronomy and the State: CIS Perspectives," a special issue of Journal for the History of Astronomy, no. 4 (1995).
- McCutcheon, Robert. (August 19, 2003). "Russia’s Astronomy Icon Nears Rebirth". Sky & Telescope